# 坎波雷利斯
坎波雷利斯，是西班牙阿拉贡自治区韦斯卡省的一个市镇。总面积27平方公里，总人口247人（2001年），人口密度9人/平方公里。